# 宅磨良賀
宅磨 良賀（たくま りょうが、生没年未詳）は、鎌倉時代頃の絵仏師。宅磨勝賀の門人。

## 経歴
建保3年（1215年）に発願された大和国（現在の奈良県）當麻寺の新しい当麻曼荼羅の製作に参加し、源慶の没後の建保5年（1217年）に源慶の子源尊とともに完成させた。

## 参考資料
- 田中省造「絹の荘園 浦荘と当麻曼荼羅」郷土研究発表会紀要第32号